# Said Ghandi
Said Ghandi (ur. 1947) – marokański piłkarz grający na pozycji obrońcy.

## Kariera klubowa
Said Ghandi podczas kariery piłkarskiej występował w klubie Raja Casablanca.

## Kariera reprezentacyjna
W reprezentacji Maroka Said Ghandi grał w na przełomie lat sześćdziesiątych i siedemdziesiątych.
W 1969 roku uczestniczył w zakończonych sukcesem eliminacjach Mistrzostw Świata 1970.
W 1970 roku uczestniczył w Mistrzostwach Świata 1970.
Na Mundialu w Meksyku Ghandi był podstawowym zawodnikiem i wystąpił we wszystkich trzech meczach Maroka z RFN, Peru i Bułgarią.